# Pretty in Pink (Original Motion Picture Soundtrack)
Pretty in Pink (Original Motion Picture Soundtrack) è una compilation di artisti vari del 1986, colonna sonora del film Bella in rosa (Pretty in Pink) diretto da Howard Deutch.

## Descrizione
La compilation è stata pubblicata dall'etichetta discografica A&M Records, in formato LP e musicassetta, in svariate edizioni in molti paesi del mondo. È stata in seguito ristampata più volte anche in formato CD, sempre dalla A&M, fino al 2012.

## Tracce
1. Orchestral Manoeuvres in the Dark – If You Leave – 4:25
2. Suzanne Vega/Joe Jackson – Left of Center – 3:33
3. Jesse Johnson – Get to Know Ya – 3:34
4. INXS – Do Wot You Do – 3:16
5. The Psychedelic Furs – Pretty in Pink – 4:40
6. New Order – Shellshock – 6:04
7. Belouis Some – Round, Round – 4:07
8. Danny Hutton Hitters – Wouldn't It Be Good – 3:44
9. Echo & the Bunnymen – Bring On the Dancing Horses – 3:59
10. The Smiths – Please, Please, Please Let Me Get What I Want – 1:51

Durata totale: 39:13